# Aerofighters Assault
Aerofighters Assault (Sonic Wings Assault au Japon) est un simulateur de vol de combat et de shoot them up sorti en 1997 sur Nintendo 64. Le jeu a été développé par Paradigm Entertainment et édité par Video System.
Il s'agit du premier simulateur de vol sorti sur Nintendo 64.

## Accueil
- X64 Magazine : 78 %[1]